# Damian Lillard
Pour les articles homonymes, voir Lillard.
Damian Lillard, né le 15 juillet 1990 à Oakland en Californie, est un joueur de basket-ball évoluant au poste de meneur ainsi qu'un rappeur américain.

## Jeunesse

### Carrière au lycée
Lillard joue à Arroyo High School à San Lorenzo, en Californie. Il cherche à se faire muter puisque son entraîneur, son père, ne revient pas au sein de l’équipe. Pour sa deuxième année, Lillard est transféré à la St. Joseph Notre Dame High School à Alameda, en Californie, la même école privée qui a accueilli l’ancien meneur de la NBA, Jason Kidd ; mais à la fin de l’année, un manque de temps de jeu incite Lillard à changer d'école une nouvelle fois. Il a ensuite joué pour Oakland High School, où il marque en moyenne 19,4 points par match. En dernière année, ses statistiques moyenne sont 22,4 points et 5,2 passes décisives par match, tout en menant les Wildcats d’Oakland à un bilan de 23-9.

### Carrière universitaire
En première année à Weber State, Lillard marque en moyenne 11,5 points par match et est nommé Big Sky Conference Freshman de l’année. Dans sa deuxième année, il augmente sa moyenne de points à 19,9 points par match et conduit les Wildcats au championnat de conférence. À la fin de la saison, Lillard est nommé Big Sky Player of the Year.
En 2010-2011, Lillard a mené sa conférence en inscrivant 19,7 points par match avant de subir une blessure au pied, qui le prive de dix matchs jusqu'au reste de l’année.
En tant que junior, Lillard marque en moyenne 24,5 points, mais finit deuxième meilleur marqueur du pays derrière Reggie Hamilton de l’Université d’Oakland. Le 3 décembre 2011, contre San Jose State, Lillard marque 41 points, record de l’université, dont le tir à trois points qui donne la victoire 91-89 en double prolongation.
Largement considéré comme le meilleur espoir, Lillard décide de sauter sa saison senior pour se présenter à la draft 2012 de la NBA. Il termine sa carrière universitaire en tant que deuxième meilleur marqueur de l’histoire de Weber State (1 934 points) et numéro 5 dans l’histoire de la Big Sky Conference.

## Carrière professionnelle

### Trail Blazers de Portland (2012-2023)

#### Saison 2012-2013: Rookie of the Year

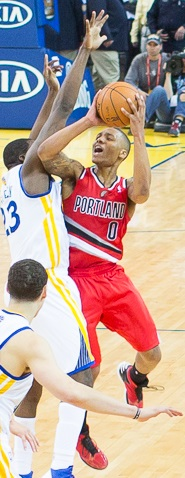
Lillard lors de sa première année

Le 28 juin 2012, il est choisi en sixième position de la draft 2012 de la NBA par les Trail Blazers de Portland.
Le 31 octobre 2012, il devient le troisième joueur de l'histoire de la NBA à réaliser un double-double et à compiler au moins 20 points et 10 passes décisives pour son premier match, après Oscar Robertson et Isiah Thomas. Quelques jours plus tard, le 3 novembre, il devient le seul joueur avec Oscar Robertson à finir ses trois premiers matchs avec au moins 20 points et 7 passes décisives[réf. nécessaire].
Il participe au très bon début de saison de Portland. Il confirme son très bon début de saison durant la première moitié de l'année, et est favori pour le titre de NBA Rookie of the Year.
Lors de cette saison il bat ou égalise de nombreux records : il est le joueur qui a passé le plus de temps sur les parquets avec un total de 3 166 minutes jouées — seuls deux rookie ont réalisé une telle performance : Wilt Chamberlain et Elvin Hayes. Il est également le joueur qui a inscrit le plus grand nombre de tirs à trois points pour sa saison de rookie, battant le récent record de Stephen Curry avec 185 réalisations. Il s'agit d'ailleurs du nouveau record pour la franchise des Trail Blazers de Portland, l'ancien étant de 181 par Damon Stoudamire.
Il est logiquement désigné rookie de l'année, devant Anthony Davis, après avoir reçu tous les trophées de rookie du mois dans sa conférence. Il est le quatrième joueur de l'histoire à être élu à l'unanimité, après Ralph Sampson en 1984, David Robinson en 1990 et Blake Griffin en 2011 (la liste s'allonge ensuite avec Karl-Anthony Towns en 2015 et Victor Wembanyama en 2024).

#### Saison 2013-2014: Statut de All-Star

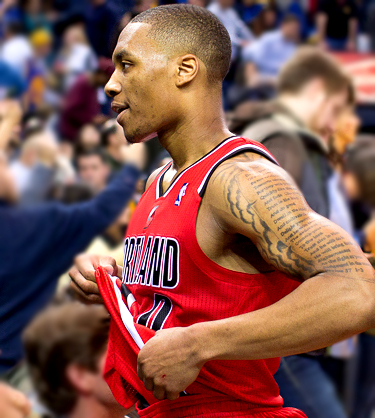
Lillard en 2013

Le 7 janvier 2014, Damian Lillard inscrit un nouveau record personnel avec 41 points lors de la défaite des siens face aux Kings de Sacramento, marquant notamment 26 points durant le dernier quart temps, ce qui lui permet d'établir le nouveau record de Portland  en nombre de points inscrits en un seul quart temps.
Le 28 janvier, il est sélectionné, pour la première fois, par les entraîneurs comme remplaçant pour le All-Star Game. Il devient le premier joueur NBA à participer aux cinq événements organisés durant le All-Star Week-End : le Rising Stars Challenge la nuit du vendredi, le Skills Challenge, le concours à trois points, le concours de dunks la nuit du samedi, et enfin le All-Star Game la nuit du dimanche. Il gagne pour la deuxième année consécutive le Rising Stars Challenge, en compagnie du meneur rookie du Jazz de l'Utah, Trey Burke.
Acteur majeur de la bonne saison des Trail Blazers, qui finissent 5e de la Conférence Ouest, synonyme de qualification pour les playoffs, Lillard montre tout au long de la série contre les Rockets de Houston une grande maturité dans ses choix de tir, pour une première apparition en playoffs. Le 2 mai 2014, durant la 6e manche, Lillard marque un buzzer beater à trois points qui permet aux Blazers de remporter la série. Lors du second tour des playoffs, les Blazers sont opposés aux Spurs de San Antonio, finalistes l'an passé et meilleure équipe de la saison régulière. Les Blazers sont éliminés en 5 matches par les futurs champions.

#### Saison 2014-2015: Champion de division nord-ouest
Le 29 septembre 2014, les Trail Blazers de Portland exercent une option de prolongation du contrat rookie de Lillard jusqu'à la saison 2015-2016.
Le 19 décembre 2014, Lillard bat son record de points en carrière avec 43 unités lors de la victoire des siens 129 à 119 après trois prolongations contre les Spurs de San Antonio.
Les Blazers réussissent une bonne saison régulière, terminant à la première place de la division nord-ouest mais ils sont battus 4-1 au premier tour des playoffs par les Grizzlies de Memphis.

#### Saison 2015-2016: Statut de leader
Durant l'été 2015, presque tous les meilleurs joueurs des Trail Blazers sont échangés durant la free agency, comme Wesley Matthews parti aux Mavericks de Dallas, LaMarcus Aldridge aux Spurs, Nicolas Batum aux Hornets de Charlotte et Robin Lopez et Arron Afflalo aux Knicks de New York. Damian Lillard, par contre, reste à Portland, en signant un nouveau contrat de 6 ans, d'un montant de 120 millions dollars.
En parallèle, de nouveaux joueurs arrivent, comme le pivot Mason Plumlee, l'arrière Gerald Henderson et l'ailier Maurice Harkless ; mais Lillard est plus ou moins esseulé dans cette équipe recomposée. Le début de saison permet de voir l'éclosion de nouveaux joueurs comme Allen Crabbe et l'étoile montante C.J. McCollum, avec lequel Lillard va construire peu à peu un jeu en duo. Lillard s'impose comme le franchise player, le héros de l'équipe.
Lillard manque le premier match de sa carrière le 21 décembre 2015, pour cause de fasciite plantaire au pied gauche. L'équipe, également privée de McCollum, s'incline face aux Hawks d'Atlanta, concédant sa 19e défaite, pour 11 victoires.
À son retour de blessure (7 matchs d'absence), il réalise de bonnes performances, notamment face au Thunder d'Oklahoma City où il inscrit 17 points dans les 3 minutes et 7 secondes à jouer avant la fin de la rencontre, permettant aux Blazers d'emporter le match.
Malgré une moyenne de 24,3 points à 42,1 % au tir, les fans ainsi que les entraîneurs ne le sélectionnent pas pour le All-Star Game 2016.
Le 2 février, il atteint la barre des 6000 points en carrière. Il est l'un des six joueurs depuis 2003 à franchir ce cap dans leurs quatre premières saisons NBA (avec Carmelo Anthony, LeBron James, Dwyane Wade, Kevin Durant et Blake Griffin).
Le 19 février, il enregistre un nouveau record de points avec 51, à 9 sur 12 à 3 points (record de franchise, codétenu par Nicolas Batum), contre les Warriors de Golden State,. Le 4 mars, lors de la défaite 117 à 115 chez les Raptors de Toronto, il réalise son second match de la saison à 50 points ou plus en marquant 50 points.

#### Saison 2016-2017
Pour commencer la saison, Lillard marque 39 points (à 13/20 aux tirs), accompagné de 9 rebonds et 6 passes dans une victoire des siens face au Jazz de l'Utah. Durant ce match, il est ainsi devenu le 6e meilleur passeur de l'histoire des Trail Blazers, surpassant Jim Paxson.
Quatre jours plus tard, il marque 37 points face aux Nuggets de Denver, et réussi également le tir de la gagne en prolongations.
Le 2 novembre, face aux Suns de Phoenix, il marque 27 points, et devient ainsi le premier joueur, depuis Kobe Bryant en 2005, à marquer au moins 27 points durant ses cinq premiers matchs de saison régulière. De plus, les 163 points de Lillard sur l'ensemble de ses cinq premiers matchs constitue un record pour un joueur de Portland en début de saison régulière.
Deux jours plus tard, Lillard marque 27 de ses 42 points en deuxième mi-temps, dans la victoire face aux Mavericks de Dallas.
Avec 38 points, le 8 novembre face aux Suns, Lillard en est désormais à 262 points marqués sur l'ensemble des huit premiers matchs de la saison (record dans l'histoire de la franchise). C'est le plus grand nombre de points inscrits durant les huit premiers matchs de la saison régulière depuis Kobe Bryant en 2009.
Sur les 25 premiers matchs de la saison, Lillard marque 695 points au total, surpassant le précédent record détenu par Clyde Drexler et ses 681 points en 1988. Lillard manque cinq matchs de suite du 26 décembre au 4 janvier à la suite d'une blessure survenue face aux Spurs le 23 décembre.
Le 28 janvier, Lillard atteint la barre des 8 000 points en carrière, devenant ainsi le 11e joueur de l'histoire de sa franchise à atteindre cette marque. Parallèlement à cela, il rejoint également Michael Jordan et LeBron James comme seuls joueurs à avoir la barre des 8 000 points et des 2 000 passes pendant leurs cinq premières saisons.
Le 19 mars, il enregistre 49 points, égalant alors son record en carrière avec 9 tirs à trois points, dans une victoire face au Heat de Miami. Le 3 avril, il est nommé joueur de la semaine de la conférence Ouest. Cinq jours plus tard, Lillard réalise son record en carrière de points, avec 59 points (dont 9 tirs à trois points) dans une victoire face au Jazz. Ce fut son 27e match avec au moins 30 points, ce qui constitue à nouveau un record de franchise. Ainsi, Lillard permit aux Trail Blazers de terminer 8e de la conférence Ouest, et d'atteindre par conséquent les playoffs.
Sur l'ensemble de la saison, il enregistre des moyennes de 27,0 points, 4,9 rebonds et 5,9 passes, mais ne fut pas sélectionné au NBA All-Star Game.
En playoffs, lui et ses coéquipiers affrontent au premier tour les Warriors de Golden State pour la deuxième fois en deux ans. Malgré les 27,8 points de Lillard, son équipe ne remportera aucun match face au futur champion NBA.
Le 2 mai, il reçoit le Magic Johnson Award, qui récompense un joueur qui fait preuve d'excellence et de dignité sur le parquet, avec les médias et le public. Il succède ainsi à Stephen Curry.

#### Saison 2017-2018
Le 28 octobre 2017, dans une victoire contre les Suns, Lillard atteint la barre des 9 000 points au cours du troisième quart-temps. Avec 402 matchs en carrière, Lillard est devenu le joueur des Blazers à marquer 9 000 points le plus rapidement en carrière. Le 15 novembre, il obtient 26 points, 11 rebonds et 7 passes décisives dans une victoire sur le Magic. Pendant le match, il dépasse Mychal Thompson pour la 8e place des meilleurs marqueurs de l'histoire des Blazers. Le 9 décembre, il égale un record de franchise avec 9 tirs à trois points marqués contre les Rockets de Houston. Le 2 février, il devient le huitième joueur à obtenir 10 000 points et 2 500 passes décisives au cours de ses six premières saisons, aux côtés de Michael Jordan, LeBron James, Larry Bird, Nate Archibald, Pete Maravich, Dave Bing et Oscar Robertson.
En cinq matchs entre le 9 et le 24 février, Lillard a marqué 197 points, soit le plus grand nombre de points pour un joueur des Blazers en cinq matchs dans l’histoire de la franchise et Lillard obtient en moyenne 31,4 points par match sur ce mois, soit la moyenne la plus élevée de l’histoire de Portland. Dans le match final de la saison des Trail Blazers, le 11 avril, Lillard enregistre 36 points et 10 passes décisives dans une victoire contre le Jazz. Cette victoire permet aux Trail Blazers d'accrocher la 3e place pour les playoffs avec un bilan de 49-33. Lillard termine la saison régulière à égalité pour la quatrième place en moyenne de points (26,9). Pour la saison, il est nommé dans la All-NBA First Team, devenant le troisième joueur de l’histoire de la franchise à recevoir cet honneur, en se joignant à Clyde Drexler et Bill Walton. De plus, il s’est classé 4e dans la course au titre de MVP. Malheureusement, lui et sa franchise sont éliminés sévèrement en quatre matchs par les Pelicans de La Nouvelle-Orléans au premier tour des playoffs.

#### Saison 2018-2019

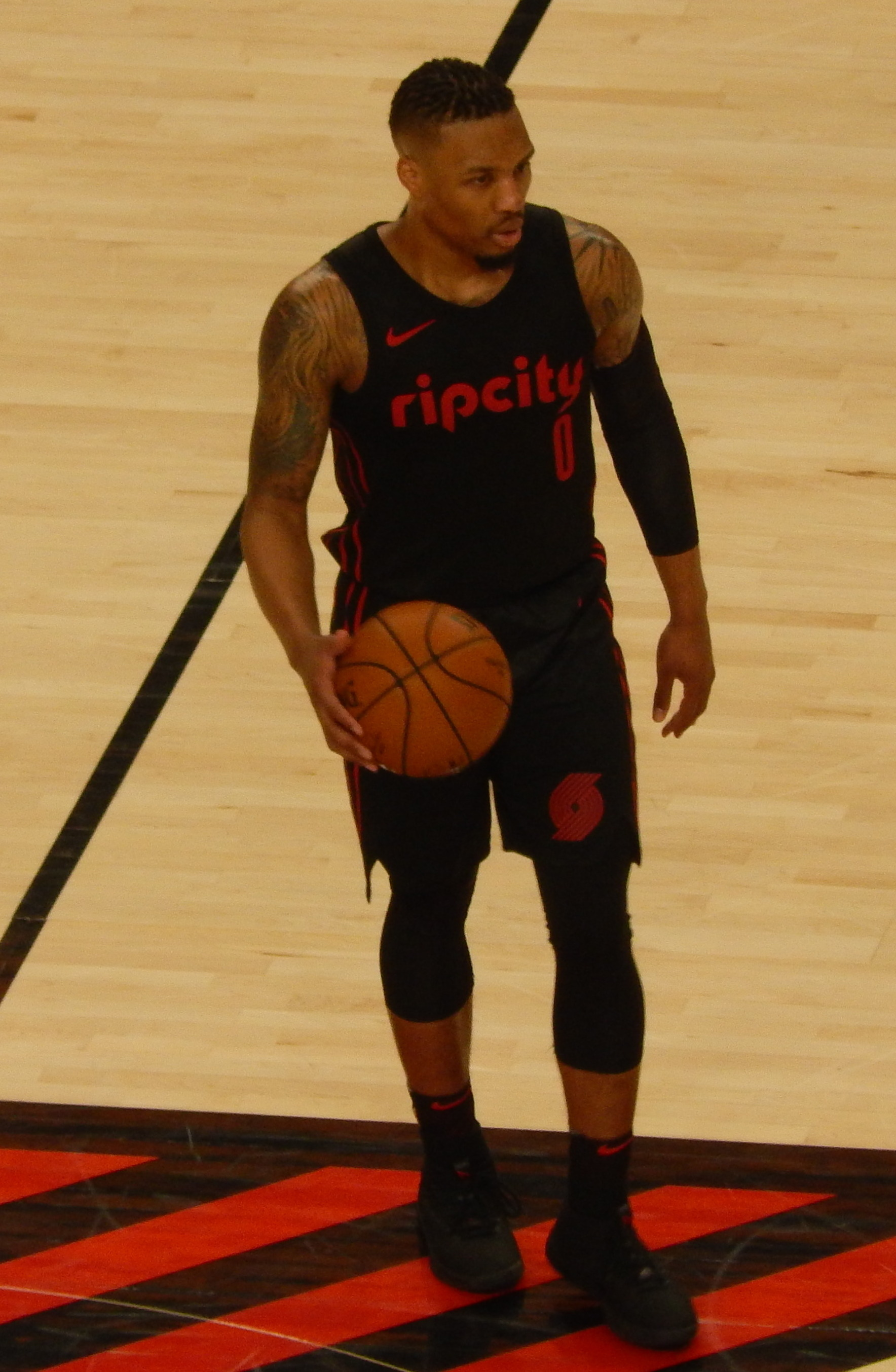
Lillard en 2018 sous les couleurs de Portland

Le 28 novembre 2018, il marque 41 points et établit un record de franchise avec 10 tirs à trois points dans une victoire 115-112 contre le Magic. Le 14 janvier, lors d’une défaite contre les Kings de Sacramento, Lillard marque 35 points pour devenir le joueur de la franchise à atteindre le plus rapidement les 12 000 points en carrière. Le 15 mars, il inscrit 24 points lors d’une victoire contre les Pelicans de La Nouvelle-Orléans, devenant le deuxième meilleur marqueur de l’histoire de la franchise, dépassant LaMarcus Aldridge. Pour cette saison, Lillard se classe 6e dans la course au titre de MVP, recevant 69 des 1 010 points disponibles.
Lors des playoffs, au premier tour face au Thunder, lors du cinquième match, Lillard inscrit un panier à trois points au buzzer et termine avec, un record de 50 points en carrière, pour éliminer le Thunder dans une victoire 118-115. Il marque 10 paniers à trois points, battant le record de franchise par la même occasion. Il rencontre les Nuggets de Denver au second tour et remporte la série, en sept matchs, pour se qualifier en finale de conférence Ouest pour la première fois depuis 2000. Dans le second match de la finale de conférence, Lillard se blesse aux côtes, mais continue de jouer malgré la douleur pour le reste de la série, une série que les Trail Blazers perdent en quatre matchs contre les Warriors de Golden State.

#### Saison 2019-2020
Le 8 novembre, il inscrit 60 points dans une défaite contre les Nets de Brooklyn. Cette nouvelle marque correspond au record de la franchise.
Le 20 janvier 2020, il bat son record de points en carrière avec 61 points inscrits face aux Warriors de Golden State. Au-delà de son record personnel, c'est aussi le record de points marqués de sa franchise. Peu après, il réalise son premier triple-double en carrière le 29 janvier 2020 lors d'un match contre les Rockets de Houston. Il finit le match avec 36 points, 10 rebonds et 11 passes décisives. Entre fin janvier et début février, Lillard marque en moyenne 48,8 points par rencontre sur 6 rencontres avec 57 % de réussite au tir à trois points. Il est sélectionné pour le NBA All-Star Game 2020, mais ne peut participer au match en raison d'une blessure.
La saison 2019-2020 est arrêtée en mars en raison de la pandémie de Covid-19. Elle reprend en juillet dans la « bulle d'Orlando » et en huit rencontres Lillard marque en moyenne 37,6 points pour qualifier les Blazers pour les playoffs. Le 11 août, il inscrit 61 points, égalant son record en carrière dans une victoire 134-131 contre les Mavericks de Dallas. Il s'agit de son troisième match d'au moins 60 points de la saison, se joignant à Wilt Chamberlain comme les deux seuls joueurs de l’histoire de la ligue à avoir réalisé cette performance sur une saison. Il est alors nommé MVP de la bulle. Son équipe est néanmoins éliminée au premier tour des playoffs par les Lakers de Los Angeles, en cinq matchs.

#### Saison 2020-2021
Lors du premier tour des playoffs 2021, les Blazers affrontent les Nuggets de Denver. Lillard réalise des performances impressionnantes. Dans le cinquième match de la série, il marque 55 points et établit un nouveau record du nombre de paniers à trois points marqués en playoffs avec 12 paniers (sur 17 tentés), battant le précédent record de 11 paniers établi par Klay Thompson. Les Blazers perdent toutefois cette rencontre en prolongation, puis la série 4 manches à 2. Lillard établit aussi un record du nombre de paniers à trois points marqués pendant une série de playoffs avec 35 tirs. Il est aussi l'un des quatre joueurs à marquer plus de 200 points et faire plus de 60 passes décisives dans une série de playoffs (avec LeBron James, Jerry West et Oscar Robertson).

#### Saison 2021-2022
Lillard est opéré mi-janvier 2022 d'une pubalgie et manque le reste de la saison. Il joue au total 29 rencontres. Les Blazers réalisent une mauvaise saison et envoient C. J. McCollum aux Pelicans dans un échange.
En juillet, Lillard signe une prolongation de son contrat (qui court jusqu'en 2025) pour les saisons 2025-2026 et 2026-2027 et pour 122 millions de dollars.

#### Saison 2022-2023
Le 25 janvier 2023, il inscrit 60 points dans une victoire contre le Jazz de l'Utah, c'est la 4e fois de sa carrière qu'il atteint cette marque. Le 26 février 2023, il bat son record de points en carrière avec 71 points dont 13 trois points (record en carrière) inscrits dans une victoire face aux Rockets de Houston et devient le troisième joueur de l'histoire à marquer au moins 60 points au moins 5 fois en carrière aux côtés de Wilt Chamberlain (32) et Kobe Bryant (6). Il établit deux records pour les Trail Blazers, celui du nombre de points marqués et celui du nombre de paniers à trois points inscrits,.

### Bucks de Milwaukee (2023-2025)

#### Saison 2023-2024
En septembre 2023, ayant demandé son transfert pendant l'été, Damian Lillard est transféré vers les Bucks de Milwaukee dans un échange impliquant les Bucks, les Suns de Phoenix et les Trail Blazers de Portland. L'échange est censé redonner aux Bucks des chances de jouer le titre, et l'équipe termine en effet à la deuxième place de la conférence Est mais la superstar Giánnis Antetokoúnmpo est blessée. Milwaukee est éliminé dès le premier tour des playoffs par les Pacers de l'Indiana. La première année loin de Portland est donc difficile pour Damian Lillard, qui déclare avoir été très touché par son déménagement et son divorce, il est également jugé "hors de forme" par l'entraîneur Doc Rivers. 

#### Saison 2024-2025
Pour la deuxième saison de Lillard à Milwaukee, les Bucks sont encore considérés comme un candidat crédible au titre. La saison régulière est mitigée, puisque l'équipe démarre très mal la saison mais se rattrape en 2025 pour terminer à la cinquième place de la conférence Est. Damian Lillard est en outre victime d'une thrombose veineuse profonde, diagnostiquée à un mois de la fin de saison régulière. Il rate le premier match des playoffs, encore une fois face aux Pacers, mais est de retour pour le match 2. Il se blesse au tendon d'Achille lors du match 4, ce qui met fin à sa saison. Les Bucks sont éliminés en 5 matches.
Cette blessure doit aussi empêcher Lillard de participer à une grande partie de la saison 2025-2026. En juillet 2025, les Bucks licencient Lillard.

### Retour à Portland (depuis 2025)
Le 17 juillet 2025, il est annoncé que Lillard, bien que blessé, revient finalement à Portland, après avoir finalisé un contrat de trois ans ans et 42 millions de dollars. À cela s'ajoutera le salaire échelonné par les Bucks, portant son salaire annuel à 39 millions de dollars.

## Autres activités sportives
En août 2025, Lillard devient general manager de l'équipe de basket-ball des Wildcats de Weber State, son ancienne équipe universitaire,.

## Profil de jeu
Damian Lillard est un meneur scoreur prolifique qui s’exprime principalement par son jump-shot (constitue plus de 70 % de ses tirs), tant à moyenne qu’à longue distance. Très complet en la matière, il peut marquer en réception de passe, en sortie de dribble (notamment sur pick and roll) et même en un-contre-un où il parvient bien à se créer un espace suffisant pour s’ouvrir un tir grâce à des step-back ou fadeaway jumpers bien maîtrisés.
Ses excellentes qualités de tireur et dans la création de son propre tir ont toutefois un revers : Lillard a tendance à prendre des tirs forcés ce qui rend ses pourcentages de tir moyens. Il est tout de même l'un des meilleurs tireurs de la NBA notamment à trois point où il tire beaucoup.
Lillard a toujours été assez bon dans la pénétration mais c'est surtout à partir de la saison 2015-2016 qu'il devient parmi les plus adroits et meilleurs marqueurs de la ligue.
Défensivement, Lillard tire bien profit de ses atouts physiques (longueur, vitesse, puissance) même s’il est généralement plutôt inconstant, la faute à une concentration et attention irrégulière tant en défense sur l’homme (fautes évitables, postures défensives, anticipation des écrans, etc.) que loin du ballon (ne garde pas toujours son vis-à-vis à l’œil, joue rarement les lignes de passes, n’essaye pas d’apporter des aides défensives).

## Palmarès

### NBA

#### Franchise
- 2 fois champion de la Division Nord-Ouest avec Trail Blazers de Portland en 2015 et 2018.
- Vainqueur de la NBA Cup 2024 avec les Bucks de Milwaukee.

#### Distinctions personnelles
- NBA Rookie of the Year en 2013[9].
- 9 sélections au NBA All-Star Game en 2014, 2015, 2018, 2019, 2020, 2021, 2023, 2024 et 2025.
- MVP du All-Star Game 2024[44].
- All-NBA First Team en 2018.
- 4 fois All-NBA Second Team en 2016, 2019, 2020 et 2021.
- All-NBA Third Team en 2014 et 2023.
- NBA All-Rookie First Team en 2013.
- J. Walter Kennedy Citizenship Award en 2019.
- Teammate of the Year en 2021.
- 1 fois Joueur du mois de la Conférence Ouest (mars 2017).
- 16 fois Joueur de la semaine de la Conférence Ouest.
- Rookie des mois de novembre, décembre 2012, janvier, février, mars et avril 2013 pour la Conférence Ouest[45].
- Vainqueur du Skills Challenge lors des NBA All-Star Week-end 2013 et 2014[46].
- NBA Bubble MVP en 2020[26] (à l'unanimité).
- NBA 75th Anniversary Team en 2021.
- 2 fois Vainqueur du Three-point Contest du All-Star Game en 2023 et 2024[47],[48].
- NBA Cup All-Tournament Team en 2024[49].

### NCAA
- 2 fois Big Sky Conference Player of the Year en 2010 et 2012.
- 3 fois First-team All-Big Sky en 2009, 2010 et 2012.
- 2 fois Big Sky All-Tournament Team en 2010 et 2012.
- Big Sky Freshman of the Year en 2009.
- Maillot numéro 1 retiré par les Wildcats de Weber State.

### Sélection nationale
- Médaille d'or aux Jeux olympiques 2020.

## Statistiques

### Universitaires
Les statistiques de Damian Lillard en matchs universitaires sont les suivantes :
| Saison    | Équipe      | Matchs | Titul. | Min./m | % Tir | % 3pts | % LF | Rbds/m. | Pass/m. | Int/m. | Ctr/m. | Pts/m. |
| --------- | ----------- | ------ | ------ | ------ | ----- | ------ | ---- | ------- | ------- | ------ | ------ | ------ |
| 2008-2009 | Weber State | 31     | 26     | 29,4   | 43,4  | 37,4   | 84,1 | 3,87    | 2,87    | 1,06   | 0,19   | 11,48  |
| 2009-2010 | Weber State | 31     | 31     | 34,3   | 43,1  | 39,3   | 85,3 | 4,00    | 3,61    | 1,13   | 0,13   | 19,90  |
| 2010-2011 | Weber State | 10     | 9      | 28,5   | 43,8  | 34,5   | 85,7 | 3,80    | 3,30    | 1,40   | 0,20   | 17,70  |
| 2011-2012 | Weber State | 32     | 32     | 34,6   | 46,7  | 40,9   | 88,7 | 5,03    | 4,00    | 1,47   | 0,22   | 24,50  |
| Carrière  | Carrière    | 104    | 98     | 32,3   | 44,6  | 39,0   | 86,7 | 4,26    | 3,48    | 1,24   | 0,18   | 18,60  |

### NBA
| Recrue/rookie de la saison | Meilleur joueur de cette catégorie statistique de la saison |

gras = ses meilleures performances

#### Saison régulière
Les statistiques de Damian Lillard en match en saison régulière sont les suivantes :
| Saison        | Équipe        | Matchs | Titul. | Min./m | % Tir | % 3pts | % LF  | Rbds/m. | Pass/m. | Int/m. | Ctr/m. | Pts/m. |
| ------------- | ------------- | ------ | ------ | ------ | ----- | ------ | ----- | ------- | ------- | ------ | ------ | ------ |
| 2012-2013     | Portland      | 82     | 82     | 38,6   | 43,0  | 36,8   | 84,4  | 3,13    | 6,48    | 0,90   | 0,23   | 19,05  |
| 2013-2014     | Portland      | 82     | 82     | 35,8   | 42,4  | 39,4   | 87,1  | 3,51    | 5,57    | 0,78   | 0,27   | 20,67  |
| 2014-2015     | Portland      | 82     | 82     | 35,7   | 43,4  | 34,3   | 86,4  | 4,61    | 6,18    | 1,18   | 0,26   | 20,98  |
| 2015-2016     | Portland      | 75     | 75     | 35,7   | 41,9  | 37,5   | 89,2  | 4,03    | 6,83    | 0,87   | 0,37   | 25,05  |
| 2016-2017     | Portland      | 75     | 75     | 35,9   | 44,4  | 37,0   | 89,5  | 4,91    | 5,87    | 0,91   | 0,25   | 26,99  |
| 2017-2018     | Portland      | 73     | 73     | 36,6   | 43,9  | 36,1   | 91,6  | 4,45    | 6,59    | 1,07   | 0,37   | 26,88  |
| 2018-2019     | Portland      | 80     | 80     | 35,5   | 44,4  | 36,9   | 91,2  | 4,64    | 6,89    | 1,10   | 0,42   | 25,84  |
| 2019-2020*    | Portland      | 66     | 66     | 37,5   | 46,3  | 40,1   | 88,8  | 4,30    | 8,03    | 1,06   | 0,33   | 29,97  |
| 2020-2021**   | Portland      | 67     | 67     | 35,8   | 45,1  | 39,1   | 92,8  | 4,22    | 7,54    | 0,92   | 0,25   | 28,78  |
| 2021-2022     | Portland      | 29     | 29     | 36,4   | 40,2  | 32,4   | 87,8  | 4,10    | 7,30    | 0,60   | 0,40   | 24,00  |
| 2022-2023     | Portland      | 58     | 58     | 36,3   | 46,3  | 37,1   | 91,4  | 4,80    | 7,30    | 0,90   | 0,30   | 32,20  |
| 2023-2024     | Milwaukee     | 73     | 73     | 35,3   | 42,4  | 35,4   | 92,0  | 4,38    | 6,96    | 0,99   | 0,25   | 24,32  |
| 2024-2025     | Milwaukee     | 58     | 58     | 36,1   | 44,8  | 37,6   | 92,1  | 4,70    | 7,10    | 1,20   | 0,20   | 24,90  |
| Carrière      | Carrière      | 900    | 900    | 36,2   | 43,9  | 37,1   | 89,9  | 4,24    | 6,72    | 0,96   | 0,30   | 25,13  |
| All-Star Game | All-Star Game | 8      | 1      | 19,2   | 47,6  | 43,7   | 100,0 | 2,90    | 2,90    | 1,00   | 0,00   | 20,60  |

Mise à jour le 28 avril 2025
Notes : * Cette saison a été réduite en raison de la pandémie de Covid-19.
** Saison réduite de 82 à 72 matchs en raison de la pandémie de Covid-19.

#### Playoffs
| Saison   | Équipe    | Matchs | Titul. | Min./m | % Tir | % 3pts | % LF | Rbds/m. | Pass/m. | Int/m. | Ctr/m. | Pts/m. |
| -------- | --------- | ------ | ------ | ------ | ----- | ------ | ---- | ------- | ------- | ------ | ------ | ------ |
| 2014     | Portland  | 11     | 11     | 42,3   | 43,9  | 38,6   | 89,4 | 5,09    | 6,55    | 1,00   | 0,09   | 22,91  |
| 2015     | Portland  | 5      | 5      | 40,2   | 40,6  | 16,1   | 78,1 | 4,00    | 4,60    | 0,40   | 0,60   | 21,60  |
| 2016     | Portland  | 11     | 11     | 39,8   | 36,8  | 39,3   | 91,0 | 4,27    | 6,27    | 1,27   | 0,27   | 26,45  |
| 2017     | Portland  | 4      | 4      | 37,7   | 43,3  | 28,1   | 96,0 | 4,25    | 3,25    | 1,25   | 0,50   | 27,75  |
| 2018     | Portland  | 4      | 4      | 40,6   | 35,2  | 30,0   | 88,2 | 4,50    | 4,75    | 1,25   | 0,00   | 18,50  |
| 2019     | Portland  | 16     | 16     | 40,6   | 41,8  | 37,3   | 83,3 | 4,75    | 6,62    | 1,69   | 0,31   | 26,88  |
| 2020     | Portland  | 4      | 4      | 35,6   | 40,6  | 39,4   | 97,0 | 3,50    | 4,25    | 0,50   | 0,25   | 24,25  |
| 2021     | Portland  | 6      | 6      | 41,3   | 46,3  | 44,9   | 94,0 | 4,33    | 10,17   | 1,00   | 0,67   | 34,33  |
| 2024     | Milwaukee | 4      | 4      | 39,1   | 42,0  | 41,7   | 97,4 | 3,30    | 5,00    | 1,00   | 0,00   | 31,30  |
| 2025     | Milwaukee | 3      | 3      | 25,0   | 22,2  | 18,8   | 85,7 | 2,70    | 4,70    | 0,70   | 0,70   | 7,00   |
| Carrière | Carrière  | 68     | 68     | 39,5   | 40,9  | 36,8   | 89,3 | 4,40    | 6,10    | 1,10   | 0,30   | 25,20  |

## Records en NBA

### Records sur une rencontre
Les records personnels de Damian Lillard en NBA sont les suivants, :
| Record de la franchise | Record NBA |

| Type de statistique        | Saison régulière | Saison régulière          | Saison régulière | Playoffs | Playoffs                          | Playoffs      |
| Type de statistique        | Record           | Adversaire                | Date             | Record   | Adversaire                        | Date          |
| -------------------------- | ---------------- | ------------------------- | ---------------- | -------- | --------------------------------- | ------------- |
| Points                     | 71               | Rockets de Houston        | 27 février 2023  | 55       | @ Nuggets de Denver               | 1er juin 2021 |
| Paniers marqués            | 22               | Rockets de Houston        | 27 février 2023  | 17       | 2 fois                            | 2 fois        |
| Paniers tentés             | 38               | Rockets de Houston        | 27 février 2023  | 33       | Thunder d'Oklahoma City           | 23 avril 2019 |
| Paniers à 3 points réussis | 13               | Rockets de Houston        | 27 février 2023  | 12       | @ Nuggets de Denver               | 1er juin 2021 |
| Paniers à 3 points tentés  | 22               | Rockets de Houston        | 27 février 2023  | 18       | 2 fois                            | 2 fois        |
| Lancers francs réussis     | 18               | 3 fois                    | 3 fois           | 13       | 2 fois                            | 2 fois        |
| Lancers francs tentés      | 20               | Thunder d'Oklahoma City   | 7 mars 2019      | 16       | Warriors de Golden State          | 9 mai 2016    |
| Rebonds offensifs          | 5                | @ Thunder d'Oklahoma City | 25 mars 2018     | 3        | Warriors de Golden State          | 7 mai 2016    |
| Rebonds défensifs          | 17               | @ Clippers de Los Angeles | 4 mars 2015      | 10       | @ Nuggets de Denver               | 12 mai 2019   |
| Rebonds totaux             | 18               | @ Clippers de Los Angeles | 4 mars 2015      | 10       | @ Nuggets de Denver               | 12 mai 2019   |
| Passes décisives           | 16               | 4 fois                    | 4 fois           | 13       | 2 fois                            | 2 fois        |
| Interceptions              | 6                | Warriors de Golden State  | 19 février 2016  | 4        | 2 fois                            | 2 fois        |
| Contres                    | 4                | Hornets de Charlotte      | 11 janvier 2019  | 3        | @ Nuggets de Denver               | 1er juin 2021 |
| Balles perdues             | 8                | 3 fois                    | 3 fois           | 8        | @ Pelicans de La Nouvelle-Orléans | 19 avril 2018 |
| Minutes jouées             | 53               | @ Spurs de San Antonio    | 19 décembre 2014 | 58       | Nuggets de Denver                 | 3 mai 2019    |
| Game Score                 | 57,6             | Rockets de Houston        | 26 février 2023  | 55,9     | Nuggets de Denver                 | 1er juin 2021 |

- Double-double : 165 (dont 12 en playoffs)
- Triple-double : 4

Dernière mise à jour : 15 mars 2025

### Records en carrière
- Plus grand nombre de 3 points inscrit en un match de playoffs (12) contre les Nuggets de Denver en 2021[53].
- Deuxième joueur de l'histoire de la NBA (après Wilt Chamberlain) à avoir inscrit 60 points lors de 3 matchs pendant la même saison en 2019-2020[54].
- Joueur ayant passé le plus de minutes sur le terrain lors de la saison 2012-2013 avec 3 166 minutes jouées[55].
- Seul joueur de l'histoire de la NBA à avoir participé aux 5 événements lors d'un même NBA All-Star Week-end (Rising Stars Challenge, Skills Challenge, Three-Point Shootout, Slam Dunk Contest et NBA All-Star Game)[56].
- Quatrième joueur de l'histoire de la NBA (après Ralph Sampson, Michael Jordan et John Stockton) à avoir inscrit un buzzer beater pour remporter une série de playoffs[57].
- Deuxième joueur de l'histoire de la NBA (après Michael Jordan) à avoir inscrit deux buzzer beater pour remporter une série de playoffs[58].
- Premier joueur de l'histoire à compter au moins 55 points et au moins 10 passes décisives en match de playoffs[59].

## Carrière musicale
Lillard est également un artiste hip-hop répondant sous le nom de Dame D.O.L.L.A (Different On the Levels the Lord Allows). Il a d'ailleurs créé une tendance appelé "Four Bar Friday" qui permet, à n'importe qui de publier une vidéo d'elle-même en train de rapper sur Instagram, avec le hashtag #4BarFriday.
En juillet 2015, il sort son premier single Soldier in the Game, via la plateforme de musique SoundCloud. Puis le 21 octobre 2016, il sort son premier album, intitulé The Letter O.
Le 3 octobre 2017, il annonce la sortie de son second album studio via les réseaux sociaux. L'album se nomme Confirmed et sortira le 6 octobre 2017.

## Filmographie
- 2021 : Space Jam : Nouvelle Ère de Malcolm D. Lee : lui-même / Chronos

## Vie personnelle
Lillard porte le numéro 0, représentant la lettre "O" et son parcours dans la vie : de Oakland, à Ogden, puis l'Oregon.
Lillard est chrétien, et a une parole des psaumes inscrite sur son bras gauche (Psaume 37,1-3).
Il a obtenu un diplôme de vente à l'université de Weber State en mai 2015. Sa sœur, LaNae, étudie au lycée Lakeridge, pendant que son frère, Houston, est un quarterback dans une ligue de football américain indoor.
Lillard possède également sa propre signature de chaussures chez Adidas appelé "Adidas Dame".
Damian Lillard a trois enfants. Un fils, Damian Jr, né le 29 mars 2018 et des jumeaux Kalii Lahem, un garçon, et Kali Emma Lee, une fille, nés le 21 janvier 2021.
Le 30 juin 2020, il est en couverture du jeu vidéo NBA 2K21.

## Salaires
| Année       | Équipe        | Salaire      |
| ----------- | ------------- | ------------ |
| 2012-2013   | Trail Blazers | 3 065 040 $  |
| 2013-2014   | Trail Blazers | 3 202 920 $  |
| 2014-2015   | Trail Blazers | 3 340 920 $  |
| 2015-2016   | Trail Blazers | 4 236 287 $  |
| 2016-2017   | Trail Blazers | 24 328 425 $ |
| 2017-2018*  | Trail Blazers | 26 153 057 $ |
| 2018-2019   | Trail Blazers | 27 977 689 $ |
| 2019-2020   | Trail Blazers | 29 802 321 $ |
| 2020-2021   | Trail Blazers | 31 626 953 $ |
| 2021-2022   | Trail Blazers | 39 344 900 $ |
| 2022-2023   | Trail Blazers | 42 492 492 $ |
| 2023-2024   | Bucks         | 45 640 084 $ |
| 2024-2025   | Bucks         | 48 787 676 $ |
| Total Gains | Total Gains   | 329 998 764$ |
| 2025-2026   | Bucks         | 58 545 211 $ |
| 2026-2027   | Bucks         | 63 228 828 $ |

Note : * En 2017-2018, le salaire moyen d'un joueur évoluant en NBA est de 6 676 762 $.

## Pour approfondir